# Skaueren
Skaueren est une île de la commune de Asker , dans le comté d'Akershus en Norvège.

## Description
L'île de 0,22 km2 se trouve dans l'Oslofjord intérieur, juste au sud de l'île de Langåra, entre Høyerholmen et Konglungen. C'est une zone récréative pour les plaisanciers.
De l'île on peut voir Nesodden, le détroit de Drøbak.

### Réserve naturelle
La réserve naturelle de Skogerholmen, créée le 27 juin 2008, comprend toute l'île et préserve sa nature avec des forêts bien développées et d'autres types de végétation avec des espèces rares. 145 espèces de plantes vasculaires ont été recensées sur l'île. L'île est également un site de type géologique et a une grande valeur scientifique.